# Josef Blied
Josef Blied (* 18. Mai 1877 in Brühl (Rheinland); † 25. April 1964 ebd.) war ein deutscher Architekt.

## Leben und Wirken

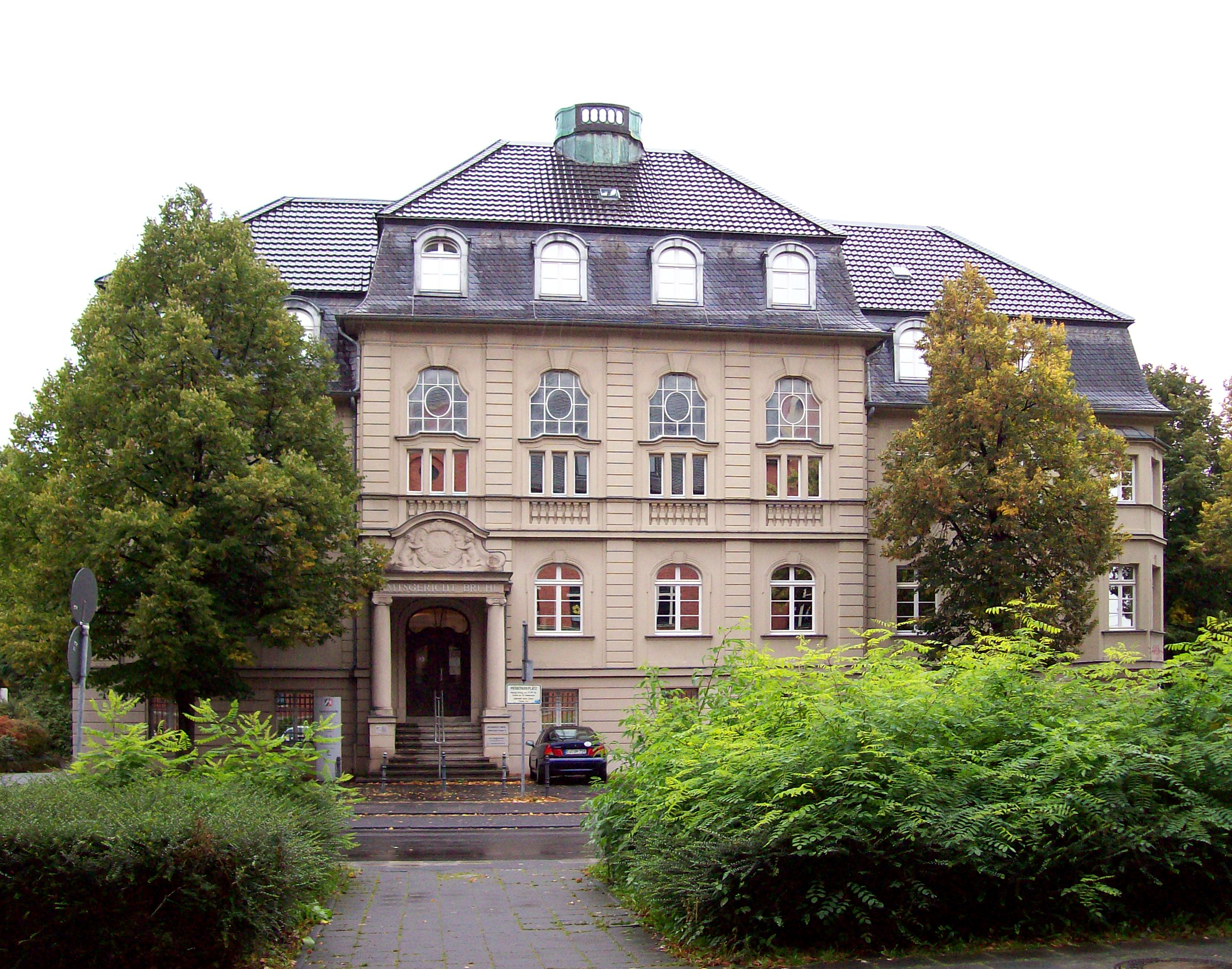
Ehemaliges Rathaus, Brühl-Land von 1913. Heute Amtsgericht Brühl.

Josef Blied wurde als Sohn des Brühler Musiklehrers Jakob Blied im damaligen Lehrerseminar (ehem. Franziskanerkloster) geboren. Sein Großvater war Küster in St. Maria von den Engeln. Josef Blied ließ sich zum Architekten ausbilden und zwischen 1910 und 1932 war er Amtsbaumeister der damaligen Bürgermeisterei Brühl-Land. Nach dem Antritt seines Ruhestandes arbeitete er weiter als freischaffender Architekt für die Stadt Brühl und die katholische Kirchengemeinde von St. Margareta. Neben Mathias Erven sen., Jean Schmitz und Paul Müller gelten Blieds Gebäude bis heute als prägende Bauten im Stadtbild.

## Öffentliche Gebäude
Als eines der markantesten Schöpfungen Blieds gilt das Alte Rathaus der Bürgermeisterei Brühl-Land von 1913, das heutige Brühler Amtsgericht an der Clemens-August-Straße. Dieses setzt bis heute einen architektonischen Akzent am Rande der Innenstadt. Blied war es bei seinem Entwurf wichtig, die barocken Formen des Schlosses Augustusburg aufzugreifen und ihn so harmonisch ins Stadtbild zu integrieren.
Zu weiteren Werken im neobarocken Baustil zählt das 1912 entstandene, ehemalige RWE-Verwaltungsgebäude an der Auguste-Viktoria-Straße. Beide Gebäude zeigen Jugendstilelemente und Formensprache des Barock, beispielsweise eine sehr symmetrische Auffassung des Baukörpers, geschweifte und hohe Fenster, einen Portikus als Zugang, ein Krüppelwalmdach und die Bekrönung dessen mit einer Dachkanzel.
Im Brühler Stadtteil Vochem schuf er das Verwaltungsgebäude der Landwirtschaftlichen Bezugs- und Absatzgenossenschaft, welches eine ähnliche Formensprache zeigt.

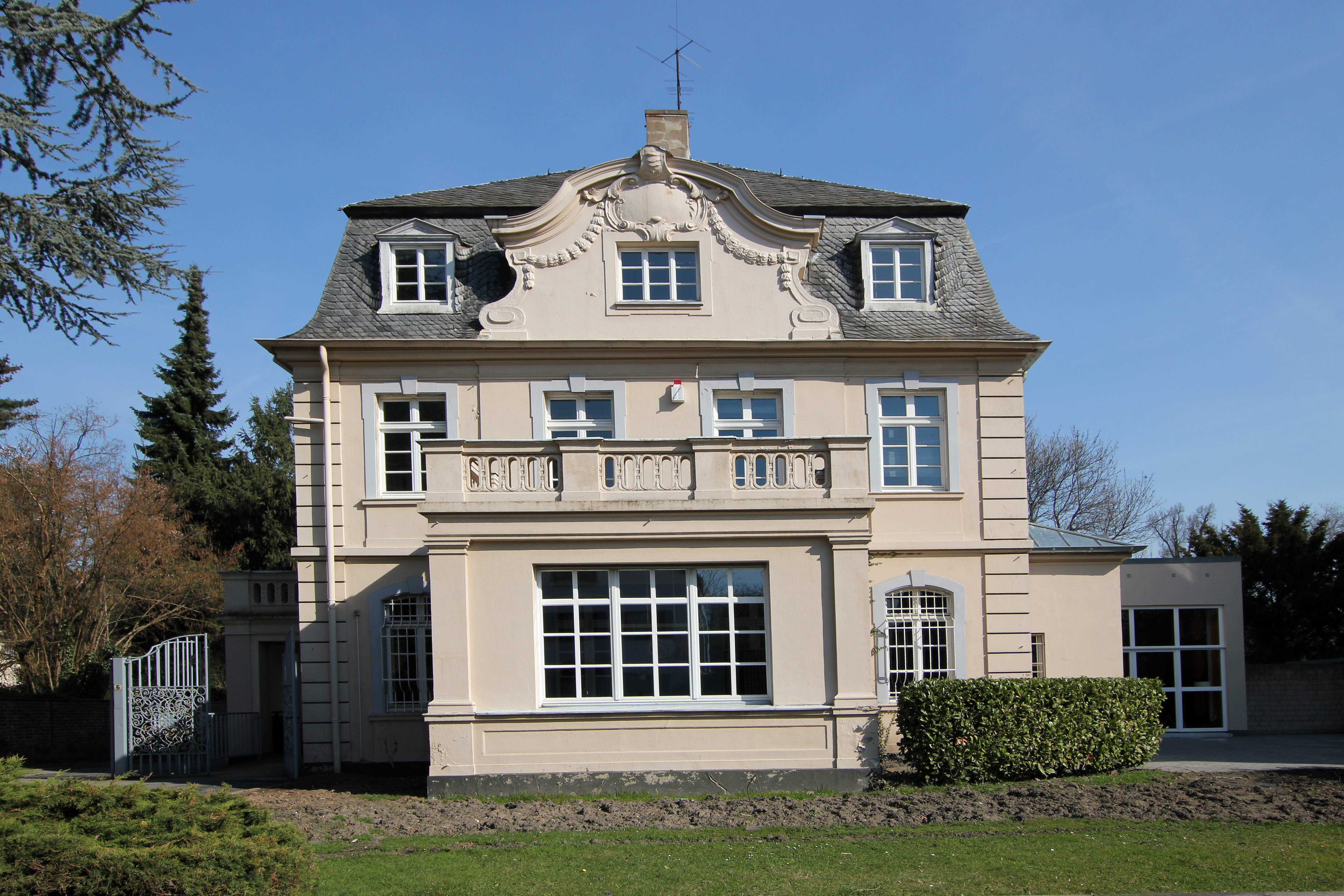
Ehemalige Villa Büttner von 1910. Heute Teil der EUFH.

## Private Gebäude
In der Innenstadt schuf Josef Blied unter anderem die markanten Häusergruppen am Steinweg und an der Kentenichstraße.
Ein sehr reich gestaltete privates Gebäude entwarf Josef Blied 1910 für den wohlhabenden Brühler Bürger Julius an Haak. Es zeigt eine besonders üppige Stuckdekoration mit herausgestellter Eckrustizierung und Schweifgiebel. Später bewohnte es ein Direktor Büttner, ein gehobener Beamter des Gruhlwerks, weswegen das Gebäude heute seinen Namen trägt. Es wird seit 2001 von der Europäischen Fachhochschule genutzt.
Die meisten der von Josef Blied erhaltenen Gebäude stehen unter Denkmalschutz.

## Architekt (Auswahl)
- 1907: Umbau, privates Gebäude, Comesstraße 45 (wohl erbaut vor 1894).[3]  (Denkmal)
- 1907: Pfarrzentrum St. Josephshaus, Mühlenstraße gegen. Marienhospital (1944 zerstört).[1]
- 1909: Erweiterung und Kapelle, Marienhospital, Mühlenstraße 21–25.[1] (Denkmal)
- 1910: Villa Büttner, Kaiserstraße 6. (Denkmal)
- 1912: Verwaltungsgebäude des Elektrizitätswerkes Berggeist, später Verwaltungsgebäude der RWE, Auguste-Viktoria-Straße 11/13. (Denkmal)
- 1913: Rathaus Brühl-Land, heute Amtsgericht Brühl, Clemens-August-Straße 34. (Denkmal)
- Unbekannt: Verwaltungsgebäude der Landwirtschaftlichen Bezugs- und Absatzgenossenschaft, Kurfürstenstraße 58.[1] (Denkmal)
- Unbekannt: Häusergruppe, Steinweg  6–12. (Denkmal)
- Unbekannt: Häusergruppe, Kentenichstraße 4–10. (Denkmal)
- Unbekannt: privates Gebäude, Kurfürstenstraße 7.[1]
- Unbekannt: Haus Litterscheidt, Mühlenstraße 13–17 (abgerissen, heute Büro- und Praxisgebäude).[1]